# Катедрала Светог Трипуна
Катедрала светог Трипуна је један од симбола града Котора. Налази се на истоименом тргу, одмах поред Бискупије которске, Палате Драго (на истом тргу се налази зграде општине и историјског архива).
Катедрала је изграђена 809. године и управо у то вријеме познати которски грађанин Андреа Сараценис (који је финансирао изградњу) откупљује од млетачких трговаца мошти (или реликвије) светог Трипуна. Била је то црква централне основе - martirium. Чувени византијски цар Константин VII Порфирогенит помиње је у свом дјелу Dé Administrando Imperio ("О управљању царством"). Све до археолошких ископавања из 1987. године мислило се да је црква округла (rotunda). Увидјело се да је та стара црква у ствари била засвођена, а не округла. Могуће је да је грешка настала због омашке у превођењу царевог дјела.
Послије неколико вијекова, гради се катедрала, чији су радови почели 1124. године, за вријеме бискупа которског Урсација. Радови ће трајати до 19. јуна 1166. године, када је катедрала свечано освећена. Катедралу је, по ондашњим документима посветио бискуп Мајо, са још пет бискупа и осам опата. Свечаности су присуствовали припадници которске властеле и византијски намјесник Дукље и Далмације господин Исак.
Катедрала је изграђена у романичком стилу, са елементима византијске архитектуре. Њен изглед се кроз вјекове мијењао, најчешће због честих земљотреса, од којих су најјачи били из: 1537, 1563, 1667, и 1979. Катедрала је послије сваког земљотреса врло брзо реконструисана. Током обнова увођени су елементи архитектуре и ентеријерског уређења у духу и укусу времена у којима су те обнове извођене (посебно су видљиви елементи ренесансе и барока). 
На западној фасади налазе се два звоника. Првобитни звоници и фасада били су уништени током земљотреса из 1667. Изграђени су нови звоници (сјеверни је висок 33 m, а јужни 35 m), главни портали, розета, тераса и тријем.
Катедрала је изграђена као тробродна базилика, са три и по травеја (простор у цркви омеђен стубовима изнад којих се налази свод) и куполом изнад средњег травеја главног брода цркве. Сваки од бродова има апсиду. Апсида главног брода украшена је раскошном готичком трифором. Укупна дужина катедрале је 35,21 m, а ширина 17,47 m. Главни брод катедрале раздвојен је од бочних смењивањем петолисних и монолитних ступаца. Бочни бродови имају по седам травеја. 
Унутрашњост катедрале осликана је фрескама 1331. године (што је тада било у моди). Катедралу су осликали грчки фрескосликари, који су иначе живјели у Котору. Ови исти сликари су осликали католикон манастира Дечани - цркву Христа Пантократора, задужбину српскога краља Стефана Уроша III Дечанског. Купола средњег травеја уклоњена је послије два земљотреса током XVI вијека, а са њом и свод западног травеја и полутравеја.
Реконструкције су стално мијењале изглед цркве, тако да је мало остало од оригиналне катедрале. 2002. године катедрала добија диплому Европске уније заједно са организацијом Еуропа Ностра за савршено реконструисање и сеизмичко осигурање најстарије романичке катдрале на источнојадранској обали.